# Werner Welzig
Werner Welzig (* 13. August 1935 in Wien; † 26. Februar 2018 in Brunn am Gebirge, Niederösterreich) war ein österreichischer Autor, Universitätsprofessor an der Universität Wien, Germanist und Präsident der Österreichischen Akademie der Wissenschaften.

## Leben
Welzig absolvierte ein Studium der Germanistik und Geschichte an den Universitäten Wien und Paris. 1958 erfolgte die Promotion zum Dr. phil. und 1963 die Habilitation für neuere deutsche Literaturgeschichte. 1968 wurde er zum ordentlichen Universitätsprofessor an der Universität Wien ernannt. Von 1973 bis 1974 war er Dekan der philosophischen Fakultät dieser Universität. Im Jahr 1973 wurde er zum wirklichen Mitglied der Österreichischen Akademie der Wissenschaften gewählt, deren Generalsekretär er von 1983 bis 1991 und deren Präsident er von 1991 bis 2003 war. Außerdem war Welzig ab 1987 korrespondierendes Mitglied der Geistes- und sozialwissenschaftlichen Klasse der Akademie der Wissenschaften und der Literatur Mainz. Zu seinen Studierenden gehörte u. a. Wilhelm Rager, zu seinen Co-Autoren Franz M. Eybl.
Der Werner-Welzig-Preis wurde 2003 zur Würdigung der Präsidentschaft von Werner Welzig gestiftet. Er wird an Mitarbeiterinnen und Mitarbeiter der ÖAW verliehen, die „in besonderer Weise zum inneren Zusammenhalt und/oder zum öffentlichen Ansehen der Österreichischen Akademie der Wissenschaften beitragen“.

## Auszeichnungen
- 2002: Ehrenring der Stadt Wien
- 2003: Großes Goldenes Ehrenzeichen für Verdienste um die Republik Österreich[6]

## Publikationen
- Beispielhafte Figuren. Tor, Abenteurer und Einsiedler bei Grimmelshausen. Verlag Hermann Böhlaus Nachfolger, Graz u. Köln 1963. 187 S.
- Der deutsche Roman des 20. Jahrhunderts. Stuttgart 1967, 406 S. (EA); 2. erw. Aufl. 1970, 428 S.
- Weheklagen in Wien: Abraham a Sancta Claras Beschreibung der Pest von 1679, Verlag der österreichischen Akademie der Wissenschaften, Wien, 1979. (Tätigkeitsbericht der Österreichischen Akademie der Wissenschaften ; 1978/9, Nr. 2)
- Der Typus der deutschen Balladenanthologie. Verlag der österreichischen Akademie der Wissenschaften, Wien 1977. (= Österreichische Akademie der Wissenschaften. Philosophisch-Historische Klasse. Sitzungsberichte, 313. Band)
- Elemente autobiographischer Erzählung : zu Grillparzers u. Kafkas Schr. für e. Akad., Verlag der österreichischen Akademie der Wissenschaften, Wien, 1987.
- Werner Welzig Worte. 28 Reden und 30 Register, Hrsg. v. Hanno Biber, Irma Boom und Evelyn Breiteneder, Verlag der österreichischen Akademie der Wissenschaften, Wien, 2016.

### Herausgegebene Werke
- Erasmus von Rotterdam: Enchiridion – Handbüchlein eines christlichen Streiters. Übertragen und hrsg. v. Werner Welzig. Verlag Hermann Böhlaus Nachfolger, Graz 1961. 126 S.
- Von Winkeln und Welt, Siegfried Freiberg, Eingel. u. ausgew. von Werner Welzig, Graz ; Wien ; Köln : Stiasny, 1966.
- Das Bild des Partners in Grillparzers Dramen. Studien zum Verständnis ihrer sprachkünstlerischen Gestaltung. Hrsg. v. Norbert Griesmayer, Herbert Seidler u. Werner Welzig. Verlag, Wilhelm Braumüller Universitäts-Verlagsbuchhandlung, Wien u. Stuttgart 1972. 334 S.
- Erasmus von Rotterdam: Ausgewählte Schriften. Ausgabe in 8 Bänden. Lateinisch/Deutsch. Hrsg. v. Werner Welzig. Wissenschaftliche Buchgesellschaft, Darmstadt 1968–1980 (EA).
- Predigt und soziale Wirklichkeit: Beiträge zur Erforschung der Predigtliteratur. Hrsg. v. Werner Welzig. Editions Rodopi, Amsterdam 1981. 193 S. (= Daphnis 10, Heft 1, 1981)
- Abraham a Sancta Clara: Mercks Wienn. Das ist: Deß wütenden Todts ein umbständige Beschreibung in der berühmten Haubt und Kayserl. Residentz Statt in Oesterreich, im sechzehn hundert und neun und siebentzigsten Jahr; mit Beyfügung so wol wissen als gwissen antreffender Lehr. Zusammen getragen mitten in der betrangten Statt und Zeit. Reprint der Ausgabe Wien 1680. Unter Mitarbeit von Franz M. Eybl hrsg. u. mit e. Nachwort v. Werner Welzig. Max Niemeyer Verlag, Tübingen 1983. 437 S. (= Deutsche Neudrucke. Reihe Barock)
- Katalog gedruckter deutschsprachiger katholischer Predigtsammlungen. 2 Bde. Bd. 1: Michael Helding 'Von der Hailigsten Messe' (1557) bis Ignaz Anton Franz Xaver Sailer 'Festpredigten zur Verbesserung des menschlichen Herzens und der Sitten' (1770). Bd. 2: Ignaz Wurz 'Anleitung zur geistlichen Beredsamkeit' (1770) bis Ernest Kronenberger 'Die heilige Mission in meiner Pfarrei' (1848). Hrsg. v. Werner Welzig. Unter Mitwirkung von Franz M. Eybl, Heinrich Kabas, Robert Pichl u. Roswitha Woytek. Verlag der Österreichischen Akademie der Wissenschaften, Wien 1984 u. 1987. 683 u. 920 S.
- Lobrede. Katalog deutschsprachiger Heiligenpredigten in Einzeldrucken – aus den Beständen der Stiftsbibliothek Klosterneuburg. Auf Grund der Vorarbeiten von Maria Kastl unter Mitwirkung von Heinrich Kabas und Roswitha Woytek. Hrsg. u. mit e. Nachwort zur Amplifikation in der barocken Heiligenpredigt versehen v. Werner Welzig. Verlag der österreichischen Akademie der Wissenschaften, Wien 1989. 802 S. (= Österreichische Akademie der Wissenschaften. Philosophisch-historische Klasse. Sitzungsberichte, 518. Band)
- Adalbert Stifter: Die kleinen Dinge schrein drein. 59 Briefe. Ausgewählt u. hrsg. v. Werner Welzig. Insel Verlag, Frankfurt/Main u. Leipzig 1991. 231 S.
- Predigten der Barockzeit: Texte und Kommentar in Zusammenarbeit mit Heinrich Kabas und Roswitha Woytek hrsg. und durch Zeugnisse zur Predigt in der deutschen Literatur vom 18. zum 20. Jahrhundert erg. von Werner Welzig, Verlag der österreichischen Akademie der Wissenschaften, Wien, 1995.
- Wörterbuch der Redensarten zu der von Karl Kraus 1899 bis 1936 herausgegebenen Zeitschrift Die Fackel. Textwörterbuch. Mit 144 Artikeln. Verlag der Österreichischen Akademie der Wissenschaften, Wien 1999. 1051 S.
- Arthur Schnitzler: Tagebuch 1879–1931. 10 Bände zzgl. Gesamtverzeichnis u. Beiheft. Hrsg. v. Werner Welzig. Verlag der österreichischen Akademie der Wissenschaften, Wien 1981–2000.
- Anschluss: März/April 1938 in Österreich, hrsg. von Werner Welzig. Unter Mitarb. von Hanno Biber und Claudia Resch, Verlag der österreichischen Akademie der Wissenschaften, Wien, 2010.

### Wissenschaftliche Artikel (Auswahl)
- Constantia und barocke Beständigkeit. In: Deutsche Vierteljahrsschrift für Literaturwissenschaft und Geistesgeschichte (Bd. 35, Nr. 3, 7.1961: 416–432)

## Tondokumente
- Wohin wollen wir gehen?, Ansprache des Präsidenten in der feierlichen Sitzung der Österreichischen Akademie der Wissenschaften am 14. Mai 2003, 1 CD, Verlag der österreichischen Akademie der Wissenschaften, Wien, 2003.

## Rezeption
- Robert Menasse: Der ordentliche Professor Werner Welzig. In: Wespennest. Nr. 31. September 1978. S. 27–33.
- Walter Schübler: Des Präsidenten neue Kleider. Über Werner Welzigs „Wörterbücher der ,Fackel‘“, Teil 1. In: Wespennest. Nr. 117. Dezember 1999.
- Schriftliche parlamentarische Anfragen und Anfragebeantwortungen zur „Digitalen Fackel“ und zu Werner Welzigs umstrittenem „Fackel“-Wörterbuch.
- Dietmar Krug: Lexikon der Unverständlichkeit. Zum „Fackel“-Wörterbuch: Ex-Mitarbeiter beklagt versäumte Chance. In: Der Standard. 1. Dezember 1999.